# Сеника Гарденс (Кентаки)
Сеника Гарденс (енгл. Seneca Gardens) град је у америчкој савезној држави Кентаки.

## Демографија
По попису из 2010. године број становника је 696, што је 3 (-0,4%) становника мање него 2000. године.
| Група             | 2000.       | 2010.       |
| Белци             | 680 (97,3%) | 667 (95,8%) |
| Афроамериканци    | 9 (1,3%)    | 11 (1,6%)   |
| Азијати           | 1 (0,1%)    | 3 (0,4%)    |
| Хиспаноамериканци | 7 (1,0%)    | 10 (1,4%)   |
| Укупно            | 699         | 696         |